# Maladie des griffes du chat
Cet article possède un paronyme, voir Maladie du cri du chat.
 Mise en garde médicale
La maladie des griffes du chat, également connue sous le nom de lymphoréticulose bénigne d’inoculation, ou encore lymphogranulome bénin, est une maladie infectieuse bactérienne principalement transmise, comme son nom l'indique, par griffure d'un félin. C'est une zoonose, qui semble en croissance, si ce n'est une maladie émergente.

## Agents et vecteurs
Cette pathologie a deux agents connus (des bactéries du genre Bartonella et non pas comme on l'avait d'abord cru la bactérie Afipia felis) :
- Bartonella henselae : une bactérie gram-négative de la famille des bartonellaceae. 
Son temps d'incubation est de 7  à   60 jours si le vecteur infectieux est le chat. Le chat est le vecteur principal, les chats errants contaminant les chats domestiques, via leurs puces[3] ;
- Bartonella clarridgeiae (plus rarement).

## Épidémiologie
Elle est plus fréquente dans les zones géographiques chaudes et humides.
L'infection survient dans 10 % des cas après une morsure, dans 75 % après une griffure, mais elle peut apparaître à la suite d'une griffure de ronces.[réf. souhaitée] Elle peut également survenir sans griffure mais par la salive de l'animal ou encore en se frottant les yeux après avoir caressé son chat. Il s'agit le plus souvent d'un jeune chat.
Le chien (également infecté par des puces) pourrait aussi être un vecteur[réf. nécessaire], mais cela reste discuté. 
Il semblerait également que les puces puissent directement inoculer la bactérie lors de piqûres chez l'homme.
Un chat peut rester porteur de la bactérie durant plusieurs mois, et guéri, il peut se réinfecter,.
Cette maladie ubiquitaire touche principalement les enfants.

## Symptômes

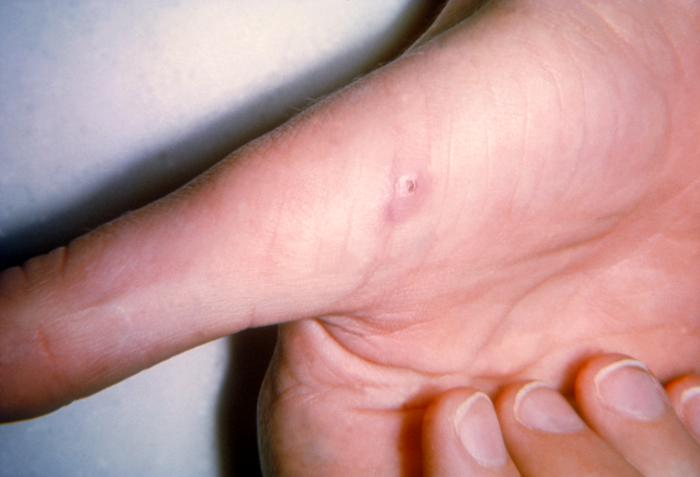
Papule de la main droite correspondant à la zone d'inoculation de la bactérie (premier temps de la maladie des griffes du chat)

Dans un premier temps, une papule se forme au lieu d'inoculation, qui le plus souvent disparaît par la suite.
Quelques semaines après, on retrouve une lymphadénopathie (hypertrophie des nœuds lymphatiques). Dans 60 % des cas, un seul nœud lymphatique est atteint. Plus rarement, le malade peut présenter des myalgies, de la fièvre, des maux de tête, une perte de poids, des éruptions cutanées (dues à une angiomatose bactérienne). On peut également observer une vasculite systémique affectant des organes parenchymateux, notamment le foie.
Il est parfois possible de constater une conjonctivite associée à une lymphadénopathie préauriculaire (syndrome de Parinaud).
Sous ses formes graves, les malades peuvent développer des endocardites, voire des encéphalites. Quelques formes graves atypiques ont été décrites, à l'instar d'une femme américaine qui a perdu l'usage de son œil gauche à la suite de l'infection.

## Diagnostic

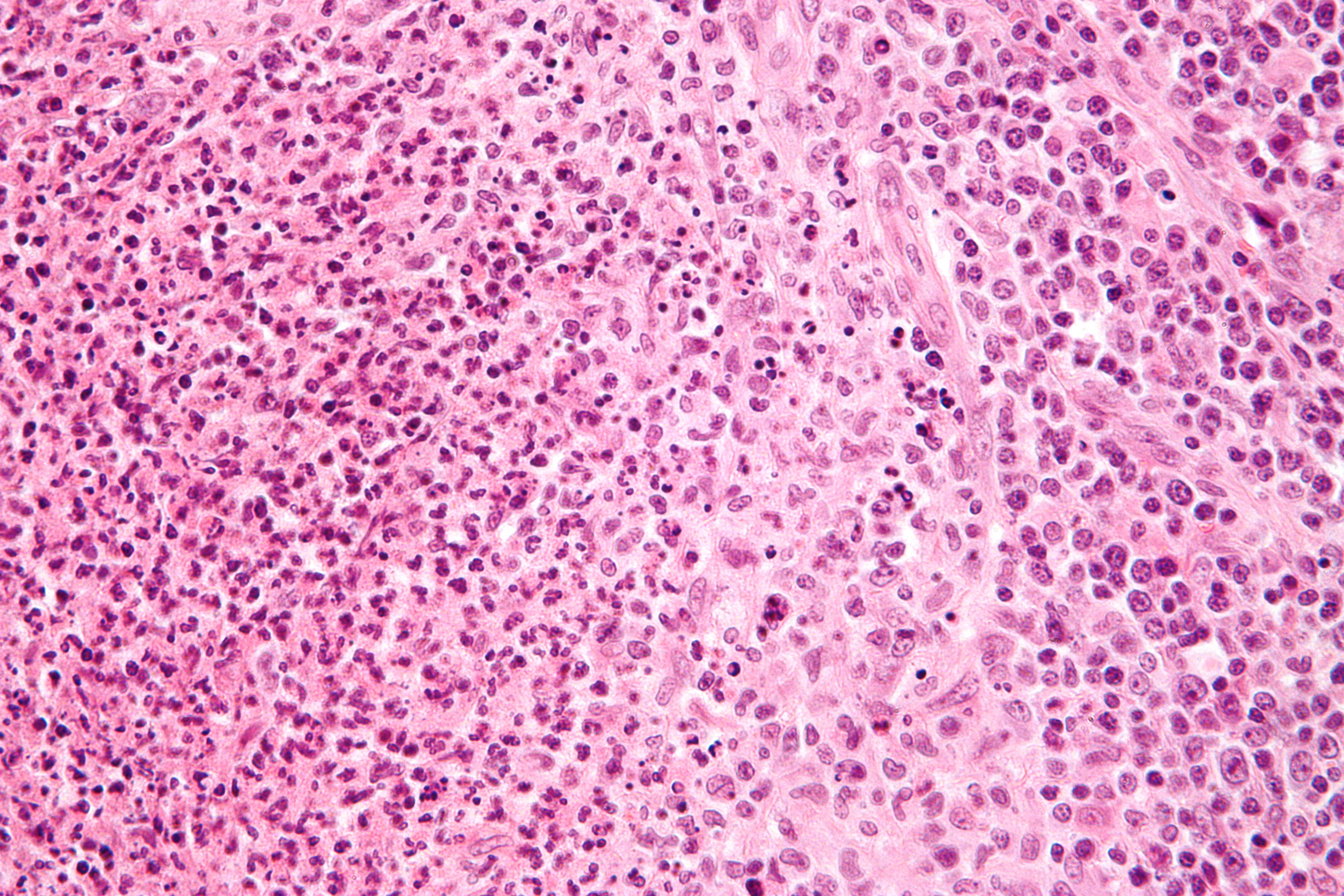
Histopathologie de la maladie des griffes du chat : présence de neutrophiles dans les zones nécrotiques, de micro-abcès en forme d'étoile et de granulomes.

Le diagnostic se fait par l'examen clinique et la sérologie. Cette dernière consistant à rechercher et à doser les anticorps de type IgM dirigé contre le Bartonella henselae, le seuil de positivité dépendant du test utilisé.
En cas de doute l'ADN du germe peut être recherché par PCR tant dans une ponction d'un ganglion que dans le sang du patient.
La biopsie ganglionnaire permet, outre la recherche de la bactérie ou de son ADN, de faire une analyse anatomopathologique de ce dernier.

## Traitement
Dans les formes graves, un traitement antibiotique peut être administré. L'antibiotique de référence est l'azithromycine (famille des macrolides). La rifampicine, la ciprofloxacine et le sulfaméthoxazole-triméthoprime sont également efficaces. Si les antibiotiques n'ont aucun effet, le nœud lymphatique infecté peut être retiré. Il faut aussi traiter le chat. Les formes minimes peuvent se contenter d'une simple surveillance.
Il n'existe aucun vaccin, et le caractère apparemment bénin de la maladie des griffes du chat ne dispense pas de suivre quelques mesures de précaution : 
- éviter les griffures ou les morsures de chat ;
- éviter le léchage des plaies par les chats ;
- désinfecter les plaies en cas de morsures ou de griffures ;
- se nettoyer les mains à l'eau et au savon après avoir manipulé un chat ;
- lutter contre l'infestation des chats par les puces.

## Histoire
L'histoire de la découverte de la maladie telle que raconté par le Professeur Robert Debré dans son autobiographie :

« Au cours de l'année 1930, j'avais été frappé par l'existence d'un ganglion suppuré au niveau du coude, apparu chez un petit garçon. [...] Voyant notre embarras pour expliquer l'origine de cette suppuration ganglionnaire, la mère avait insisté sur le fait que son petit garçon jouait constamment avec son chat et portait, surtout sur la main du côté malade, des traces de coups de griffes. Depuis cette époque j'avais observé une dizaine de cas analogues [...] et noté que l'animal inoculateur était parfaitement sain.
En 1947, à Cincinnati, j'entretiens mes collègues américains de ce sujet. J'apprends que des cas analogues ont été observés par deux d'entre eux et surtout que le professeur de bactériologie de l'université de cette ville, Lee Foshay, avait fait avec le pus du ganglion de cette maladie une préparation qui, injectée dans la peau des malades, provoquait une réaction caractéristique et par conséquent permettait d'affirmer le diagnostic. Un pas considérable était franchi. [...] 
Il me conseilla [...] d'approfondir l'étude épidémiologique et de faire connaître mes observations cliniques. C'est ainsi qu'en 1950, avec M. Lamy, M.-L. Jammet, L. Costil et P. Mozziconacci, nous faisons connaître cette maladie que nous qualifions de "Maladie des griffes du chat". [...]
Dans le même temps, nos collègues J. Reilly et P. Morallet avaient observé des cas analogues et les avaient décrits sous le nom de lymphoréticulose bénigne d'inoculation. »